# Astacilla depressa
Astacilla depressa är en kräftdjursart som beskrevs av José Castelló och Gary C.B. Poore 1998. Astacilla depressa ingår i släktet Astacilla och familjen Arcturidae. Inga underarter finns listade i Catalogue of Life.